# Diplazium condorense
Diplazium condorense là một loài dương xỉ trong họ Athyriaceae. Loài này được L. Pacheco & A.R. Sm. mô tả khoa học đầu tiên năm 2006.
Danh pháp khoa học của loài này chưa được làm sáng tỏ. 